# Outplacement
Outplacement é uma solução profissional, elaborada com o objetivo de conduzir com dignidade e respeito os processos de demissão nas companhias. É um sistema de ganha-ganha, que busca o beneficio de todos os envolvidos.
Os serviços de outplacement, no início de seu desenvolvimento, eram somente oferecidos em países mais desenvolvidos. Com o advento da globalização, a solução se tornou um produto altamente procurado, e a prática de outplacement passou a ser mais procurada e oferecida em outros mercados. Os países que, anteriormente, eram imunes a mudanças na estrutura organizacional, passaram a estar expostos as mesma práticas comuns no primeiro mundo. Começaram a ocorrer fusões e aquisições, reengenharias e reestruturações, reorganizações e reduções de efetivo em busca de mais lucratividade em uma economia aberta e competitiva. Esta mudança na ordem mundial não trouxe apenas novas oportunidades ao mercado mas também novos desafios, empresariais e profissionais, característicos deste novo mundo que se formava.

## Outplacement no Brasil
No Brasil, em meados da década de 80, as soluções de outplacement passaram a ser mais conhecidas, quando, em 1979, José Augusto Minarelli adaptou a solução ao mercado brasileiro   associando a sua experiência como Educador à experiência de seleção e treinamento de pessoas. Fundou, juntamente com sua esposa, a Lens & Minarelli Associados, uma consultoria especializada em recolocação e aconselhamento de carreira. Surgiram, então, as primeiras empresas nacionais prestadoras deste tipo de serviço e em meados da década de 90 começaram a chegar ao Brasil as primeiras empresas multinacionais do ramo, aumentando a diversidade de oferta e competitividade deste mercado. Hoje, este tipo de serviço conta com diversas empresas, nacionais e multinacionais, que oferecem serviços de todo tipo, padrão, tamanho e qualidade.

## Origem do Termo
O termo outplacement foi criado pelo fundador da Challenger, Gray & Christmas, uma consultoria Americana de Carreiras baseada em Chicago. Com o aumento dos projetos de downsizing e rightsizing ocorrido durante os anos 1980 e 1990  surgiu a necessidade de encontrar um meio de reduzir as consequências destas movimentações, para empregados (tanto para os que saiam quanto para os que permaneciam nas empresas) e para empregadores. Segundo pesquisas, perder o trabalho é uma das experiências mais estressantes pela qual uma pessoa pode passar, de forma semelhante à morte ou divórcio. 

## Objetivos doOutplacement
Praticar o Outplacement faz bem para a saúde, tanto da empresa, quanto do executivo dispensado. Para as empresas, possibilita atuar de forma socialmente responsável e em sintonia com as novas demandas do mundo atual. Permite, ainda, garantir a qualidade do clima corporativo e fortalecer a imagem institucional perante os públicos interno e externo.
Para os executivos dispensados, representa um importante diferencial competitivo, capaz de minimizar os impactos do desligamento. Participar do programa demonstra que, mesmo não necessitando mais dos préstimos daquele funcionário, o demissor avaliza sua candidatura a um novo posto, oferecendo apoio de especialistas para que ele redefina a trajetória profissional
As consultorias de outplacement são contratadas pelas empresas que estão demitindo seus colaboradores. Elas assessoram, orientam e apoiam os profissionais demitidos na procura por um novo trabalho, na obtenção de um novo emprego ou no início de negócio próprio. Também podem apoiar profissionais que estejam para se aposentar do antigo trabalho mas queiram se manter ativos profissionalmente.

## Diferenças entreOutplacemente Recolocação Profissional
Embora compreenda também o apoio para a busca de um novo trabalho e recolocação profissional, a solução de outplacement é mais abrangente. Executada por empresas de recursos humanos e especialistas em gestão e transição de carreira, busca auxiliar profissionais em todas os momentos desta etapa de vida e carreira. Enquanto a recolocação profissional é o processo pelo qual o profissional trabalha para conseguir um novo emprego, o outplacement oferece o apoio emocional, de infraestrutura, como a oferta de escritório equipado, espaço de trabalho compartilhado ou de salas individuais, podendo também disponibilizar através de equipes multidisciplinares todo o apoio e orientação que o profissional precisar para reorganizar as suas finanças, planejar sua capacitação, aprimorar o relacionamento interpessoal, buscar outras fontes de renda, planejar sua aposentadoria e até mesmo viabilizar o trabalho por conta própria - autônomo, como consultor, ou iniciando o próprio negócio.
O outplacement apoia em todas as etapas do processo de transição transição de carreira. Faz parte do seu objetivo prestar ajuda e muitas vezes treinamento no preparo do currículo, preparação de entrevistas, carta de apresentação, utilização do networking e outras ações relacionadas com os processos de procura de um novo trabalho, mas envolve muito mais do que assessoria para recolocação e tem como principal componente do serviço o aconselhamento para ajustes na carreira, mudanças imediatas ou graduais e o Coaching profissional.
Existem empresas, estas sim, especializadas em recolocação de carreira, que prestam serviço, em sua maioria direcionado a pessoas físicas, divulgando o perfil de profissionais para as companhias de recrutamento e seleção, empresas de headhunting e a executivos de empresas com poder de decisão.
A demissão costuma desestruturar o profissional, inviabilizando ou dificultando a continuidade de sua carreira. Quando uma consultoria em Outplacement é contratada, ela tem como objetivo acolher todos os profissionais envolvidos no processo, do RH demissor, cuidando da orientação para as lideranças das equipes que ficam na empresa, ao demitido. O trabalho pode começar antes da demissão, continuando com a orientação profissionais, sobre a melhor maneira de continuar ou recomeçar a carreira, ajudando-o a repensar e redimensionar a sua carreira.
Depois de orientar o profissional no balanço da carreira, revendo seus objetivos pessoais e profissionais e definindo sua área de atuação, em um novo emprego ou um negócio próprio, a consultoria em outplacement auxilia o profissional a desenvolver a sua rede de contatos e relacionamento (networking), cuidar desta rede e trabalhar técnicas de marketing pessoal e de negociação. Incentiva, ainda, a busca do aperfeiçoamento e do desenvolvimento contínuo do candidato (profissional que está procurando emprego ou trabalho). A decisão de contratar ou não uma consultoria de recursos humanos está vinculada a quanto esse profissional se sente seguro em relação aos seu desempenho nas várias etapas dos processos de busca de emprego, bem como ao custo e idoneidade da empresa que pode lhe oferecer os  tais serviços. Há que se tomar cuidado com empresas que aplicam golpes em candidatos que supostamente lhes oferecem vagas que não existem para depois lhes oferecer consultoria.

## Atividades do processo completo deOutplacement

### Planejamento do processo de demissão (antes da demissão)
A empresa empregadora e a consultoria contratada por ela para realizar o outplacement definem como será o processo de demissão, antecipadamente, podendo incluir até mesmo a uma análise para definição de quem fica e quem sai, além de definir a melhor forma de fazer o desligamento do profissional, de maneira que o mesmo não permaneça nenhum minuto sem um acompanhamento e resguardo adequado.

### Planejamento do dia da demissão (antes da demissão)
O dia do desligamento é planejado detalhadamente, as atividades detalhadas minuciosamente, riscos e impactos para o indivíduo e para a organização são considerados, é definido se o trabalho será em grupo ou individualmente, no caso de uma demissão de mais de uma pessoa da mesma organização. É ainda definido como ocorrerá o processo, fim-a-fim, quanto tempo levará o processo, e por exemplo se o dia não é um dia de grande importância para o demitido, tais como natal e ano novo, véspera de de feriado, final de semana, ou mesmo uma data familiar.

### Comunicação sobre os benefícios recebidos pelo profissional em transição de carreira (depois da demissão)
O funcionário é comunicado sobre os benefícios que vai receber da empresa, inclusive com explicação detalhada da importância da atividade da empresa que irá acompanhar seu processo de transição de carreira. Alguns exemplos são o apoio ao processo de transição de carreira por meio do Outplacement, a prorrogação do seguro saúde, uma porcentagem sobre a remuneração anual e o direito de utilizar o carro, notebook ou celular da empresa por mais um período, entre outros.

### Desenvolvimento da empregabilidade tendo como objetivo o reposicionamento do profissional (durante o programa)
E finalmente, a recolocação propriamente dita, que pode ocorrer antes ou depois do processo de Outplacement contratado. A empresa de consultoria trabalha para receber e orientar o demitido durante todo o programa de outplacement, visando reposicionamento e recolocação no mercado de trabalho, elaborando a estratégia de exposição no mercado, analisando empregabilidade do profissional, auxiliando-o a definir objetivos e refazer seu currículo, desenvolvendo a sua inteligência mercadológica, seu marketing pessoal, aplicando avaliações para identificar oportunidades, possibilidades e capacidades, promovendo treinamentos, workshops e palestras sobre gestão e mercado, oferecendo apoio psicológico pessoal e familiar, entre outros serviços.